# Black Widow (film, 2021)
Black Widow är en amerikansk superhjältefilm som är baserad på Marvel Comics karaktär med samma namn. Filmen är producerad av Marvel Studios och distribueras av Walt Disney Studios Motion Pictures, och är tänkt att bli den tjugofjärde filmen i Marvel Cinematic Universe (MCU). Filmen är regisserad av Cate Shortland, skriven av Jac Schaeffer och Ned Benson, och har Scarlett Johansson som spelar Natasha Romanoff / Black Widow. 
Skapandet av en Black Widow-film inleddes i april 2004 av Lionsgate, med David Hayter som skulle skriva och regissera. Projektet gick inte framåt och filmrättigheterna till karaktären återvände till Marvel Studios i juni 2006. Johansson hade rollen i flera filmer i Marvel Cinematic Universe, där första var Iron Man 2 (2010). Marvel och Johansson uttryckte ett intresse för en potentiell solofilm flera gånger under de följande åren, innan skapandet fortsatte efter att ha anställt Schaeffer och Shortland 2018. Benson anställdes och ytterligare castings ägde rum i början av 2019. Inspelningen började i maj och ägde rum i Norge och i Pinewood Studios i England. Produktionen förväntas pågå till någon gång i september 2019.
Black Widow hade premiär i Sverige den 7 juli 2021, utgiven av Walt Disney Studios Motion Pictures. På grund av Coronaviruspandemin 2019–2021 har släppdatumet blivit förskjutet tre gånger från sitt ursprungliga datum i maj 2020.

## Rollista (i urval)
| - Scarlett Johansson – Natasha Romanoff / Black Widow - Florence Pugh – Yelena Belova - David Harbour – Alexei Shostakov / Red Guardian - Rachel Weisz – Melina Vostokoff - Ray Winstone – Dreykov - O-T Fagbenle – Rick Mason - William Hurt – Thaddeus "Thunderbolt" Ross - Olga Kurylenko – Antonia Dreykov / Taskmaster - Ever Anderson – Ung Natasha Romanoff - Violet McGraw – Ung Yelena Belova - Nanna Blondell – Ingrid - Olivier Richters – Muskulös Gulag-fånge - Julia Louis-Dreyfus – Valentina Allegra de Fontaine (cameo) - Jeremy Renner – Clint Barton (röst, cameo) |

## Produktion

### Utveckling
I januari 2009 inledde Marvel tidiga samtal med Emily Blunt för att spela Black Widow i Iron Man 2, även om hon inte kunde ta rollen på grund av ett tidigare åtagande att medverka i Gullivers resor. I mars 2009 undertecknade Scarlett Johansson för att spela Natasha Romanoff/Black Widow, hennes avtal inkluderade alternativ för flera filmer. I september 2010, medan han främjade hemmedia utgivningen av Iron Man 2, uttalade Marvel Studios president Kevin Feige att diskussioner med Johansson redan hade ägt rum om en fristående film för Black Widow, men att Marvel fokuserade på The Avengers (2012).
I oktober 2017 träffades Feige med Johansson för att diskutera riktningen för en potentiell solo-film, innan Marvel började träffa manusförfattare för projektet, inklusive Jac Schaeffer. Schaeffer träffade Feige igen i december och anlitades för att skriva ett manus till filmen före slutet av 2017. Marvel började träffa med kvinnliga regissörer för att potentiellt ta på sig projektet, som en del av ett prioriterat tryck från stora filmstudior för att anställa kvinnliga regissörer för franchises. I slutet av april hade studion träffat över 65 regissörer för projektet i en "extremt grundlig" sökning, inklusive Deniz Gamze Ergüven, Chloé Zhao—som så småningom valdes att regissera Marvels Eternals—Amma Asante, och Lynn Shelton. Under de följande månaderna reducerades detta till en kortlista med 49 regissörer innan de bästa valen av Cate Shortland, Asante och Maggie Betts träffades med Feige och Johansson i juni.
The Hollywood Reporter rapporterade i oktober 2018 att Johansson skulle tjäna 15 miljoner dollar för filmen, en ökning från den "sju siffriga lönen" som hon tjänade för att ha huvudrollen i The Avengers. 15 miljoner dollar är vad Chris Evans och Chris Hemsworth vardera tjänade för de tredje filmerna i sina MCU-franchises—Captain America: Civil War respektive Thor: Ragnarok. Trots att The Hollywood Reporter bekräftade dessa belopp med "flera kunniga källor" för sin rapport, bestred Marvel Studios siffrornas noggrannhet och sa att de "aldrig offentliggör lön eller avtalsvillkor."

## Släpp
Black Widow släpptes i USA den 9 juli 2021.

Filmen var ursprungligen planerad att släppas den 1 maj 2020.

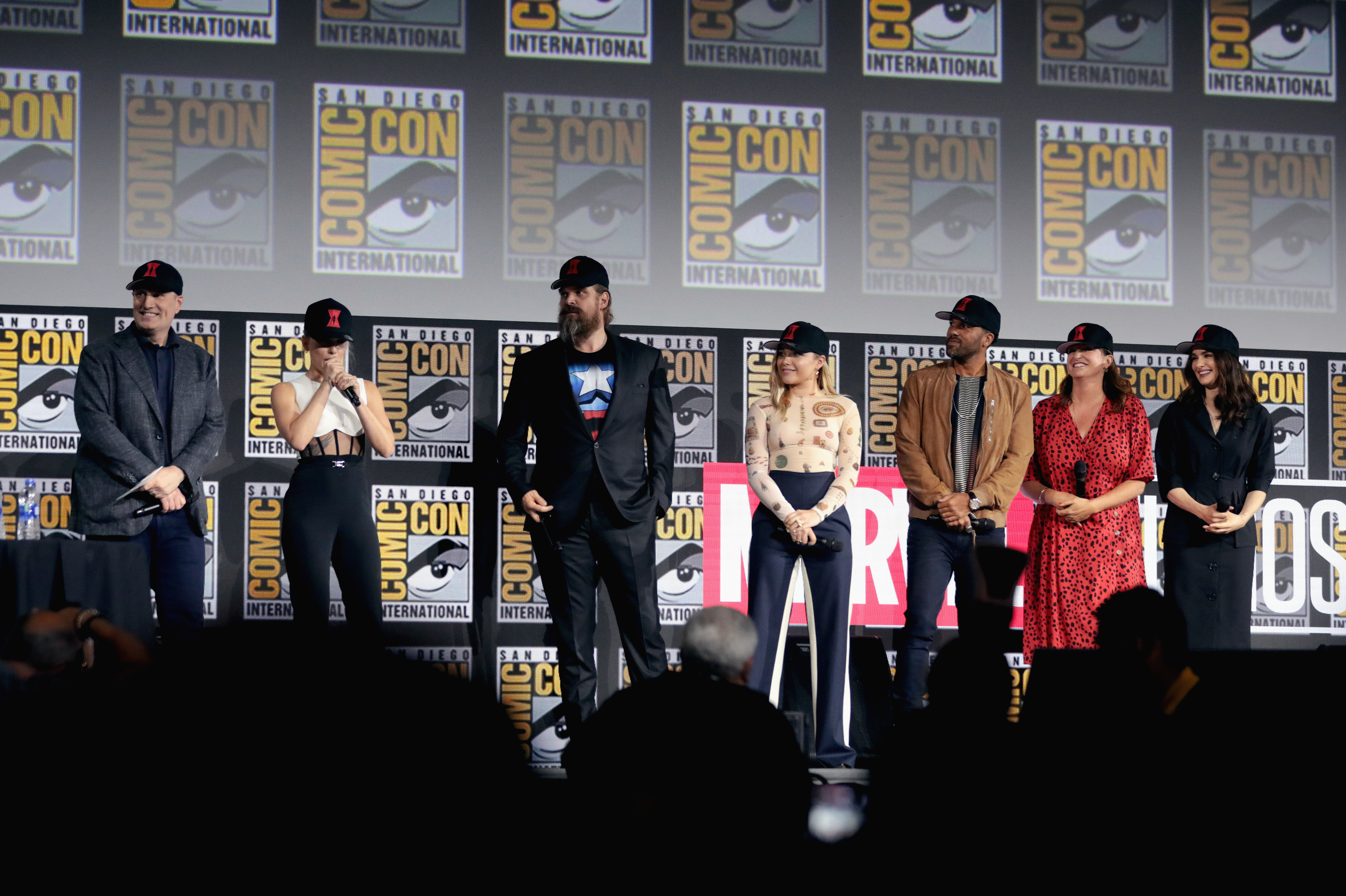
Feige, Shortland och huvudrollerna i Black Widow på San Diego Comic-Con International 2019.